# 텍타이트

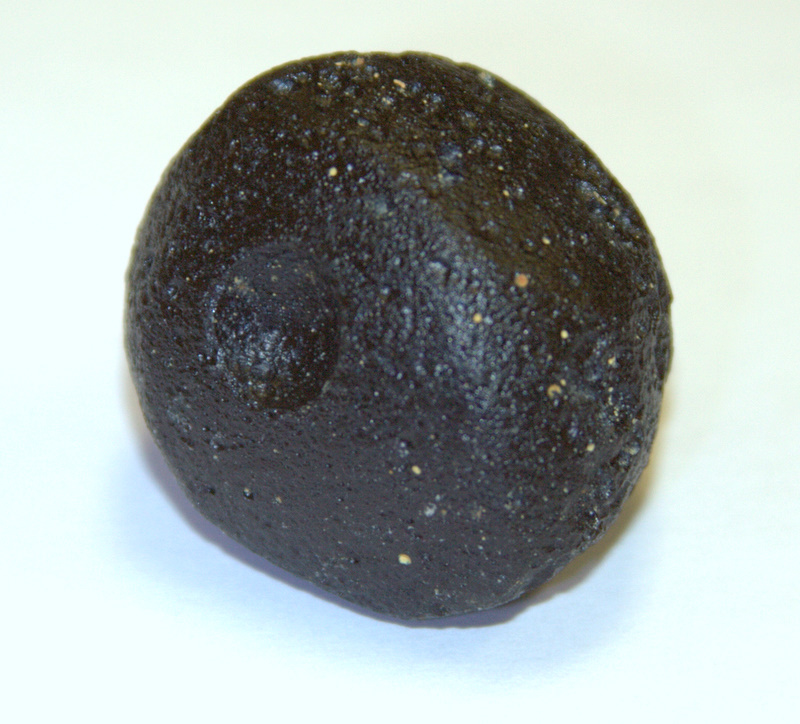

텍타이트(tektite)는 과거에 운석 충돌에 의하여 형성된 작고 검은 유리질 조각으로 구성된 광물이다.

## 같이 보기
- 섬전암
- 충돌사건
- 충돌구